# José García Narezo
José García Narezo (Madrid, 26 de setembre de 1922 - Mèxic, 1994), pintor sordmut espanyol, fill d'Amelia Narezo Dragonné, mexicana i germana de la pintora Irene Narezo Dragonné, i Gabriel García Maroto, pintor espanyol, i germà del poeta Gabriel García Narezo.

## Biografia
Sordmut de naixement com la seva germana Sara, amb sis anys va arribar a Mèxic amb els seus pares el 1928 i ingressa el 1932 a l'Escola a l'aire lliure de Tlalpan. Va tornar a Espanya quatre anys més tard el 1938, després d'haver participat amb tot just quinze anys en l'Exposició Internacional de París de 1937, de manera que la seva infància va transcórrer entre Espanya i Mèxic i la seva adolescència en plena Guerra Civil, en la qual es va editar el seu llibre Un niño y la guerra: trayectoria plástica Ilustrado por José García Narezo Madrid: Ministerio de Instrucción Pública, 1938. Va arribar a Mèxic com a refugiat i més tard es va convertir en ciutadà naturalitzat mexicà. Va anar evolucionant cap a un particular surrealisme.
Amb el temps va arribar a ser més conegut a Mèxic com a pintor que el seu propi i actiu pare. Va exposar la seva obra a Amèrica, Europa i Àsia. Les seves mostres individuals més importants van ser les de la Galeria Cremen de Nova York (1938), a la Casa de la Cultura de l'Havana, en la Galeria Stendhal de Los Angeles (1939), al Museu Young de San Francisco (1944), en la Galeria de Belles arts de San Diego (1945) i en el Museu White Memorial de San Antonio, Texas (1952). També va ser muralista, i en aquesta faceta hi ha en Ciudad Obregón, Sonora, el titulat Energía Eléctrica en el Servicio de Sonora i un mosaic italià en la Plaza Cívica de las Lomas de Cuernavaca.